# Cnidoscolus phyllacanthus
Cnidoscolus phyllacanthus, conocida como faveleira o mandioca brava es una especie de fanerógama en la familia de las Euphorbiaceae.
Es endémica de Brasil: de Bahia, Pernambuco, Piaui, São Paulo.

## Taxonomía
Cnidoscolus phyllacanthus fue descrita por Johann Baptist Emanuel Pohl y publicado en Plantarum Brasiliae Icones et Descriptiones 1: 62. 1827.
Etimología
Cnidoscolus: nombre genérico que deriva del griego antiguo κνίδη ( knide ), que significa "ortiga", y σκολος ( skolos ), que significa "espina" o "cosquilleo".
quercifolius: epíteto latíno que significa "con las hojas de Quercus".
Sinonimia
- Cnidoscolus lobatus Pohl
- Cnidoscolus phyllacanthus (Müll.Arg.) Pax & K.Hoffm.
- Cnidoscolus repandus Pohl
- Janipha phyllacantha Mart. ex Pohl
- Jatropha phyllacantha Müll.Arg.
- Jatropha phyllacantha var. lobata (Pohl) Müll.Arg.
- Jatropha phyllacantha var. quercifolia (Pohl) Müll.Arg.
- Jatropha phyllacantha var. repanda (Pohl) Müll.Arg.[4][5]